# Pie postulatio voluntatis

«Las ocho puntas de la cruz blanca de la Orden de San Juan de Jerusalén simbolizan las ocho bienaventuranzas, las ocho virtudes, que debe poseer un miembro de la Orden y las ocho Lenguas, o grupos nacionales, de sus miembros.»

Piae postulatio voluntatis (Una petición voluntaria hecha con devoción ...) es una bula pontifical publicada el 15 de febrero de 1113 por el papa Pascual II, en la cual el papa reconocía oficialmente la creación de los Hospitalarios de la Orden de San Juan de Jerusalén. Hoy, el documento está conservado en la Biblioteca nacional de Malta en La Valeta, Malta.

## Contexto
Desde el siglo VII Jerusalén era una ciudad bajo dominio islámico a donde los cristianos  acudían libremente «a cambio del pago de un tributo». Esta situación cambió a finales del siglo X cuando los fatimíes llegan a Egipto «y el ambiente religioso del Islam se radicalizó con la aparición de sectas fanáticas integristas de compleja espiritualidad.» En 1012 el califa de Egipto, al-Hakim, saquea Jerusalén y destruye el Templo del Santo Sepulcro que permanecería en ruinas hasta el año 1048. En esta fecha el califa al-Mustansir restablece el protectorado sobre la comunidad cristiana y permite al emperador bizantino Constantino Monomaco, que había socorrido al califa con grano para paliar una hambruna padecida, la reconstrucción del templo.
Durante la segunda mitad del siglo se restablecen «las peregrinaciones de fieles desde Occidente y se incrementaron los intercambios comerciales con las ciudades italianas» en especial las naves procedentes de Amalfi, con peregrinos y mercancías, llegaban a las costas de Siria y Egipto siendo «acogidas con agrado por los habitantes de Jerusalén y por el califa de Egipto» suponiendo grandes beneficios para todas las partes. Jerusalén, en esos momentos dividida en cuatro barrios; uno de ellos, junto al templo del Santo Sepulcro, era cristiano pero con iglesias griegas de rito ortodoxo, no tenía una iglesia de rito romano donde los amalfitanos pudieran celebrar sus oficios religiosos. Obtenido el permiso del califa, construyen la iglesia de Santa María la Latina con un monasterio anejo, un albergue y varias dependencias más para uso religioso y mercantil.
En los años 1070, tal vez para tomar distancias con las amalfitanos, se decide crear un tercero hospicio.
Tras la batalla de Manzikert (1071), y la victoria de los turcos selyúcidas, se torna la situación en Jerusalén para los cristianos. En 1078, la ciudad es tomada por los turcos selyúcidas quienes tenían una actitud muy hostil hacia los cristianos encontrando los peregrinos nuevos y mayores peligros, además de un tributo mayor por acceder a la ciudad. 
Tal situación llevaba a muchos a dormir en la calle llevando la situación a construir un hospicio donde acoger a peregrinos pobres y enfermos. Este hospital, bajo la advocación de San Juan Bautista, era atendido en el 1080 por Gerardo mientras el monasterio femenino era regido por la abadesa Inés. 
En este contexto, y con una clara vocación asistencial, de atender a los peregrinos en un hospital de Jerusalén, y sin vocación militar aún, nace la orden religiosa conocida con tal nombre y función: Orden del Hospital de San Juan Bautista de Jerusalén. Es en esto años finales del siglo XI cuando se desarrolla la primera cruzada (1095). En 1100 Godofredo de Bouillón, «después de visita la iglesia del Santo Sepulcro, concedió al hermano Gerardo una casa Hospital dedicada a San Juan Bautista sobre el Monte Ebrón para acoger a los peregrinos pobres y enfermos.»
El origen de la orden es el monasterio benedictino de Santa María la Latina, fundado en Jerusalén a mitad del siglo XI por comerciantes amalfitanos, al cual se le añadió más tarde, el monasterio femenino de Santa María Magdalena. Cada uno de ellos estaban provisto de un hospicio o una hostelería, cuya función era la de acoger y cuidar a los cristianos que peregrinaban a la Tierra Santa. Las direcciones de los hospicios estaban en manos de unos legos, el hermano Gerardo y la hermana Inés, abadesa.
Como consecuencia de la primera cruzada en 1099, la Tierra Santa pasó a dominio cristiano, y Jerusalén se convirtió en el centro del reino de Jerusalén, el principal de los Estados latinos de Oriente.

Insignia de la Soberana Orden Militar de San Juan de Jerusalén, Rodas y Malta.

## La bula
Gerardo pidió que su hospicio fuera reconocido como autónomo por informe a los conventos benedictinos. El papa Pascal II, desde Benevento, promulga una bula en este sentido en 1113 haciendo de este hospital, «El Hospital», una institución, un tipo de Congregación, bajo la tutela y amparo exclusivo del papa.
El Hospital fue desde ese momento dedicado a San Juan el Bautista. La bula reconocía a como «rector», responsable de la congregación, y dictaba que, a la muerte de este último, los miembros del Orden escogieran a su sucesor sin engaños ni violencia.
El 19 de junio de 1119, el papa Calixto II promulgó la bula Ad hoc nostras disponente, que confirmaba los privilegios y las posesiones de la Orden, así como las disposiciones de Pie postulatio voluntatis.

## Contenido
| Texto en latín | | Texto en español |
| --- | --- | ---------------- |
| Paschalis episcopus, servus servorum Dei, venerabili filio Geraudo, institutori ac preposito Hierosolymitani Xenodochii, eiusque legitimis successoribus in perpetuum. | Nos, Pascual, obispo, siervo de los siervos de Dios, a nuestro venerable hijo Gerardo, fundador y prepósito del Hospital de Jerusalén, y a sus legítimos sucesores a perpetuidad. |                  |
| Pie postulatio voluntatis effectu debet prosequente compleri. Postulavit siquidem dilectio tua Xenodochium, quod in civitate Hierusalem iuxta beati Joannis Baptiste ecclesiam instituisti, apostolice sedis authoritate muniri, et beati Petri apostoli patrocínio confoveri. | El deseo de una voluntad pía debe ser realizado por lo que sigue. Habéis solicitado que el Hospital, que fundasteis en Jerusalén junto a la iglesia del Bienaventurado Juan Bautista, caiga bajo la autoridad de la sede apostólica y el patronato del Bienaventurado Pedro apóstol. |                  |
| Nos itaque, piis hospitalitatis tue studiis delectati, petitionem tuam paterna benignitate suscipimus, et illam Dei domum, illum Xenodochium, et sub apostolice sedis tutela, et beati Petri protectione persistere decreti presentis auctoritate sancimus. | Por ello, felicitándonos por la esmerada hospitalidad manifestada, acogemos tu solicitud con benevolencia paterna y ordenamos, en virtud de la autoridad del presente decreto, que el hogar de Dios que constituye este Hospital permanezca siempre bajo la custodia de la sede apostólica y la protección del Bienaventurado Pedro apóstol. |                  |
| Omnia ergo que, ad sustentandas peregrinorum et pauperum necessitates, vel in Hierosolymitane ecclesie vel aliarum ecclesiarum parrochiis et civitatum territoriis, per tue sollicitudinis instantiam, eidem Xenodochio acquisita, vel a quibuslibet fidelibus viris oblata sunt, aut in futurum largiente Deo offerri, vel aliis iustis modis acquiri contigerit, queque a venerabilibus fratribus Hierosolymitane ecclesie episcopis concessa sunt, tam tibi quam successoribus tuis et fratribus peregrinorum illic curam gerentibus, quieta semper et integra conservari precipimus. | Prescribimos, pues, que sean siempre preservadas la paz y la integridad de todos los bienes que puedan corresponder a este Hospital, por efecto de tu benevolencia, para satisfacer las necesidades de los peregrinos y los pobres, en las parroquias tanto de la Iglesia de Jerusalén como de las otras Iglesias, y en el territorio de sus ciudades, o que pudieran ser ofrecidos por cualquier fiel, hoy y en el futuro, según la libertad divina, o adquiridos por cualquier otro medio justo, o que pudieran serles concedidas, al igual que a sus sucesores y hermanos que cuiden de los peregrinos, por parte de nuestros venerables hermanos obispos de Jerusalén. |                  |
| Sane fructuum vestrorum decimas, quos ubilibet vestris sumptibus laboribusque colligitis, preter episcoporum vel episcopalium ministrorum contradictionem Xenodochio vestro habendas possidendasque sancimus. | Ordenamos que los diezmos de vuestros frutos obtenidos, dondequiera que fuere, con tus costes y tu trabajo, queden en posesión y disfrute de vuestro Hospital, incluso frente a pretensiones de obispos o funcionarios episcopales. |                  |
| Donationes etiam, quas religiosi príncipes de tributis seu vectigalibus suis eidem Xenodochio deliberaverunt, ratas haberi decernimus. Obeunte te, nunc eius loci provisore atque preposito, nullus ibi qualibet surreptionis astutia seu violentia preponatur, nisi quem fratres ibidem professi secundum Deum providerint eligendum. | Decretamos por otra parte válidas las donaciones otorgadas por príncipes religiosos sobre sus ingresos o los impuestos que recauden. Obedeciendote, ahora que eres el verdadero prepósito y responsable de este lugar, que nadie sea elegido sucesor con astucia o violencia, salvo aquél que los hermanos profesos hayan decidido elegir según la voluntad de Dios. |                  |
| Preterea honores omnes sive possessiones, quas idem Xenodochium ultra seu citra mare, in Asia videlicet vel in Europa, aut in presenti habet, aut in futurum largiente Domino poterit adipisci, tarn tibi quam successoribus tuis hospitalitatis pio studio imminentibus et per vos eidem Xenodochio in perpetuum confirmamus. | Confirmamos por otra parte a perpetuidad toda dignidad y posesión que dicho Hospital posea ya o pueda adquirir con posterioridad, por la gracia de Dios, aquí o allende los mares, es decir en Asia o en Europa, para tu beneficio o para el de tus sucesores animados por el mismo celo hospitalario, y por vos, a favor de dicho Hospital. |                  |
| Ad hec adiicientes decernimus ut nulli omnino hominum liceat idem Xenodochium temere perturbare, aut eius possessiones auferre, vel ablatas retinere, minuere, vel temerariis vexationibus fatigare. Sed omnia integra conserventur eorum, pro quo-ruin sustentatione et gubernatione concessa sunt, usibus omnimodis profutura. | Decretamos además que a nadie se le permitirá molestar sin razón a dicho Hospital, retirarle sus posesiones o retenerlas, o reducirlas, o atormentarlo con vanas vejaciones. Que todos estos bienes sean preservados en su integridad para servir al uso múltiple de aquellos para cuya subsistencia y dirección han sido concedidos. |                  |
| Sane Xenodocliia sive Ptochia in occidentis partibus penes burgum S. Egidii, Astense, Pisam, Barum, Ydrontum, Tarentum, Messanam, Hierosolymitani nominis titulo celebrata, in tua et successorum tuorum subiectione ac disposicione, sicut hodie sunt, in perpetuum manere statuimus. | Así pues, prescribimos que los hospitales y hospicios de occidente, situados en el burgo de San Gil, Asti, Pisa, Bari, Otrante, Tarento y Mesina, que ostentan con honor el título de Jerusalén, permanezcan a perpetuidad, como hoy, bajo tu autoridad y administración o la de tus sucesores. |                  |
| Si qua igitur in futurum ecclesiastica quelibet secularisve persona hanc nostre constitutionis paginam sciens contra eam temere [venire] tentaverit, secundo tertiove commonita, si non satisfactione congrua emendaverit, potestatis bonorisque sui dignitate careat, reamque se divino iudicio existere de perpetrata iniquitate cognoscat, et a sacratissimo corpore et sanguine Dei et domini redemptoris nostri Jesu Christi aliena fiat, atque in extremo examine districte ultioni subiacent.                                                                                     | Si, por tanto, en el futuro un eclesiástico o un secular osase contravenir conscientemente este nuestro escrito, y avisado por segunda y tercera vez, no ofreciese reparación adecuada, será privado éste de la dignidad de su poder y de sus títulos, y sabrá que deberá enfrentarse al juicio divino; igualmente quedará vetado al muy Santo Cuerpo y Sangre de Nuestro Dios y Señor Jesucristo, nuestro redentor, y sufrirá la venganza rigurosa del Juicio Final. |                  |
| Cunctis autem eidem loco iusta servantibus sit pax domini nostri Jesu Christi, quatenus et hi fructum bone actionis percipiant, etapud districtum judicem premia eterne pacis inveniant. Amen, amen. | Con todos aquéllos que observen este justo lugar sea la paz de Nuestro Señor Jesucristo, a fin de percibir aquí el fruto de sus buenas acciones, y que el severo juez les recompense con la paz eterna. Amén, amén. |                  |
| Ego Paschalis, catholice ecclesie episcopus, ss. Ego Richardus, Albanensis episcopus, ss. Ego Landulfus, Beneventanus archiepiscopus, legi et ss. Ego Cono, Prenestine ecclesie episcopus, legi et ss. Ego Anastásius, cardinalis presbiter tituli beati dementis, ss. Ego Gregorius, Teracinus episcopus, legi et ss. Ego Johannes, Melitensis episcopus, legi et ss. Ego Romoaldus, diaconus cardinalis roinane ecclesie, ss. Ego Gregorius, cardinalis presbiter tituli sancti Grisogoni, legi et ss.                                                                                 | Yo, Pascual, obispo de la Iglesia Católica, suscribo. Yo, Ricardo, obispo de Albano, suscribo. Yo Landulfo, arzobispo de Benevento, leo y suscribo. Yo Conon, obispo de la Iglesia de Palestrina, leo y suscribo. Yo Anastasio, cardenal sacerdote del título del Bienaventurado Clemente, suscribo. Yo Gregorio, obispo de Terracina, leo y suscribo. Yo Gregorio, cardenal sacerdote del título de San Crisogono, leo y suscribo. Yo Juan, obispo de Mileto, leo y suscribo. Yo Romualdo, cardenal diácono de la Iglesia Romana, suscribo |                  |
| Datum Beneventi, per manum Johannis, Sancte Romane Ecclesie cardinalis ac bibliothecarii, XV kalendas martii, indictione vi, incarnationis dominice anno MCXIII, pontificatus autem domini Paschalis pape II anno XIV. | Dado en Benevento, por mano de Juan, cardenal diácono de la Santa Iglesia Romana y bibliotecario, el XV de las calendas de marzo, indicción VI, en el año 1113 de la Encarnación del Señor, el decimocuarto año del pontificado del Papa Pascual. |                  |